# U (millennium parade × Belle의 노래)
〈U〉(유, ユー)는 2021년 8월 18일에 소니 뮤직 레이블스(아리오라 재팬)에서 발매된 millennium parade × Belle(나카무라 카호)의 싱글이다. 타이틀 곡 ‘U’는 2021년 7월 16일에 일본에서 개봉된 호소다 마모루 감독의 만화 영화 “용과 주근깨 공주”(竜とそばかすの姫)의 메인 테마로 사용되고 있다.

## 발매 배경
2021년 6월 3일, 호소다 마모루의 신작 만화 영화 “용과 주근깨 공주”의 메인 테마를 millennium parade가 담당하는 것이 발표됐다. 그 전날인 6월 2일에는 영화 주인공인 여고생 스즈 목소리를 나카무라 카호가 담당하는 것이 발표되고 있었다. 호소다 마모루 감독은 “인터넷 가상세계 ‘U’의 거대한 세계관을 음악로 표현하기 위해서 어떻게든 츠네타 (다이키) 씨가 음악을 만들어줬으면 했다”(インターネット仮想世界〈U〉の巨大な世界観を音楽で表現するために、どうしても常田（大希）さんに音楽を作ってほしかった)라며 millennium parade에게 음악 제작을 요청했다고 한다. 타이틀 곡은 주인공이 그 ‘U’에서 부르는 오프닝 장면을 장식하는 노래이며, 가창은 나카무라 카호가 담당하고 있다.
같은 해 7월 2일에는 millennium parade × Belle 명의로 싱글을 발표하는 게 안내됐다.  CD반의 자켓은 millennium parade 크리에이터 팀의 멤버인 모리 코타가 다뤘으며, 영화에 등장하는 캐릭터를 독자적인 해석으로 다루고 있다. 영화 개봉일인 7월 15일에는 오후 8시부터 타이틀 곡 ‘U’의 뮤직 비디오가 millennium parade의 유튜브 공식 채널에서 프리미엄 공개됐다。

## 발매 형태
초도 한정반과 통상반의 두 형태로 발매됐다. 초도 한정반에는 2020년 12월에 도쿄 국제 포럼 홀 A에서 열린 millennium parade의 단독 라이브 “millennium parade 3D LIVE 2020” 영상을 담은 블루레이가 들어있다. 또한, CD반의 발매에 앞서서 2021년 7월 12일에 타이틀 곡 ‘U’가 선행 공개되고 있다.

## 음악성
타이틀 곡 ‘U’는 매칭 드럼이나 팀파니, 마림바라는 오케스트라 악기의 스케일을 특징으로 하고 있다. 그와 함께 야성적인 리듬을 느끼게 하는 디지털 비트도 특색이다. 리얼사운드의 오가와 토모유키는 이들에 대해서 “마치 미래의 민족 음악 같은 음상과 연주의 텐션 느낌”(まるで未来の民族音楽のような音像と演奏のテンション感)이라며 형용하고 있다. 또, “이 곡을 말하는 데에 가장 중요한 것은 그 멜로디와 단어를 덧쓰는 ‘목소리’겠지”(また「この曲を語る上で最も重要なのは、そのメロディと言葉をなぞる『声』だろう)라며 나카무라 카호의 가창에 대해서 “복잡한 리듬을 익숙하게 타거나, 외치는 것 같은 노래를 보이고 있다”(複雑なリズムを乗りこなしつつ、叫びのような歌を披露している)라며 평가하고 있다.

## 차트 성적
2021년 7월 12일에 선행 공개된 타이틀 곡은 같은 달 21일 공개(집계 기간: 2021년 7월 12일 ~ 7월 18일)된 빌보드 재팬 차트에서 다운로드 수 2만 7996로 1위, 스트리밍 수 295만 5472회로 40위를 기록했으며, 라디오 지표도 3위로 높은 주목도를 나타내며 종합 9위로 첫 등장했다. 한 주 후의 차트에서는 다운로드 수 3만 79로 이전의 주에 이어서 1위를 유지했다. 이전의 주의 스트리밍 수 295만 5472회에서 해당 주의 618만 2599회로 스트리밍 차트 10위, 이전의 주 57만 381회에서 238만 4792회로 동영상 재생 3위로 이들의 세 지표의 포인트를 늘려서 종합 4위로 순위권을 기록했다. 거기에 그 다음주의 ‘Download Songs’에서는 1만 5804 다운로드 수로 3주 연속 1위를 기록했다. 또, 오리콘이 발표하는 ‘주간 디지털 싱글 차트’에서는 발매 첫 주부터 4주 연속 1위를 기록하고 있다.
같은 해 8월 18일에 CD가 발매되고 8월 30일자 오리콘 ‘ 주간 싱글 차트’에서 1만 8721장을 판매해 4위를 기록했다. 빌보드 재팬에서는 다운로드로 전주부터 네 개 순위를 올려서 6위(8,887DL), 종합에서도 12위에서 8위로 상승했다.

## 수록 내용
| #  | 제목                 | 재생 시간 |
| -- | -------------------- | --------- |
| 1. | 〈U〉                | 3:07      |
| 2. | 〈U -Instrumental-〉 |           |

## 크레딧
| 노래 - 작사·작곡: 츠네타 다이키 - 보컬: Belle(나카무라 카호) - 팀파니, 스네어 드럼, 마림바, 그란 카사, 심벌즈: 이시카와 슌 - 호른 편곡, 트럼펫, 알토 색소폰, 플루트: MELRAW - 피아노, 신시사이저: 에자키 아야타케 - 트롬본: 카와하라 마사히토 - 호른: 하마지 카나메 - 비트 프로그래밍, 모든 그 외 악기들: 츠네타 다이키 - 레코딩, 믹싱: 사사키 유 - 마스터링: Randy Merrill (Sterling Sound) | 영상 - 크리에이티브 감독, 프로듀서: 사사키 슈(PERIMETRON) - 감독: MARGT (PERIMETRON) - VFX 프로듀서: 마키타 유스케 (KASSEN) - VFX 수퍼바이저: 오타 타카히로T0 (KASSEN) - VFX 디자이너: 오쿠타 우마 (KASSEN) - VFX 디자이너: 아키야마 토모요 (KASSEN) - VFX 디자이너: 아오야마 아키코 (KASSEN) - VFX 디자이너: Mr.Y - 모션 그래픽: 토요다 케이타로 (Khaki) - 로토스코프: Rudiez |

## 차트

### 주간 차트
| 차트 (2021)                            | 최고 순위 |
| -------------------------------------- | --------- |
| 일본 (Billboard Japan Hot 100)         | 4         |
| 일본 (Billboard Japan Download Songs   | 1         |
| 일본 (Billboard Japan Streaming Songs) | 10        |
| 일본 (오리콘 싱글 차트)                | 4         |
| 일본 (오리콘 디지털 차트)              | 1         |

## 인증
|                            | 인증 (RIAJ) | 판매량/재생횟수 |
| -------------------------- | ----------- | --------------- |
| 다운로드                   | 골드        | 120,000 DL      |
| 스트리밍                   | 발표 예정   | -               |
| *판매량을 기반으로 한 인증 |             |                 |

### 내용주
1. ↑  3주 연속으로 1위이다.
2. ↑  4주 연속으로 1위이다.

### 참조주
1. 1 2  “「竜とそばかすの姫」メインテーマはmillennium parade×中村佳穂、常田大希「最高に刺激的な製作」” ["용과 주근깨 공주" 메인 테마는 millennium parade×나카무라 카호, 츠네타 다이키 ‘최고로 자극적인 제작’]. 《音楽ナタリー》 (일본어). 2021년 6월 3일. 2021년 7월 16일에 확인함.
2. ↑  “U - Single”. 《Apple Music》 (일본어). 2021년. 2021년 7월 18일에 원본 문서에서 보존된 문서. 2021년 7월 16일에 확인함.
3. 1 2  “U : millennium parade × Belle | HMV&BOOKS online - BVCL-1172” (일본어). ローソンエンタテインメント. 2021년 7월 18일에 확인함.
4. 1 2  “millennium parade×中村佳穂「竜とそばかすの姫」メインテーマをCDリリース、初回盤にライブBD” [millennium parade×나카무라 카호 "용과 주근깨 소녀" 메인 테마를 CD 발매, 초도반에 라이브 BD]. 《音楽ナタリー》 (일본어). 2021년 7월 2일. 2021년 7월 16일에 확인함.
5. ↑  “millennium parade×中村佳穂、映画「竜とそばかすの姫」のメインテーマ「U」MVプレミア公開” [millennium parade×나카무라 카호, 영화 "용과 주근깨 공주" 메인 테마 'U' MV 프리미엄 공개]. 《音楽ナタリー》 (일본어). 2021년 7월 14일. 2021년 7월 16일에 확인함.
6. 1 2 3  “millennium parade「U」で更新された真骨頂　『竜とそばかすの姫』にも通ずる“人間の根源的なテーマ”とは？” [millennium parade ‘U’로 갱신된 진면목 "용과 주근깨 공주"에도 통하는 “인간의 근원적인 테마”란?]. 《Real Sound》 (일본어). 2021년 7월 17일. 2021년 7월 16일에 확인함.
7. ↑  “【ビルボード】Snow Man「HELLO HELLO」820,349枚を売り上げて総合首位獲得” [【빌보드】Snow Man 'HELLO HELLO' 820,349장을 팔고 종합 1위 획득]. 《Billboard JAPAN》 (일본어). 2021년 7월 21일. 2021년 7월 21일에 확인함.
8. 1 2 3  “【ビルボード】BTS「Permission to Dance」、173,387枚を売り上げたKinKi Kids「アン／ペア」を抑えて総合首位獲得” [【빌보드】BTS 'Permission to Dance', 173,387매를 판매한 KinKi Kids '언/페어'를 누르고 종합 1위 획득]. 《Billboard JAPAN》 (일본어). 2021년 7월 28일. 2021년 7월 28일에 확인함.
9. ↑  “【ビルボード】millennium parade × Belle「U」DLソング3週連続首位、GReeeeN／LiSAがトップ10デビュー” [【빌보드】millennium parade × Belle 'U' 다운로드 송 3주 연속 1위, GReeeeN/LiSA가 톱 텐 데뷔]. 《Billboard JAPAN》 (일본어). 2021년 8월 4일. 2021년 8월 4일에 확인함.
10. 1 2  “竜とそばかすの姫テーマ『U』4週連続首位” [용과 주근깨 공주 테마 ‘U’ 4주 연속 1위]. 《日テレNEWS24》 (일본어). 2021년 8월 11일. 2021년 8월 12일에 원본 문서에서 보존된 문서. 2021년 8월 12일에 확인함.
11. 1 2  “週間シングル” [주간 싱글]. 《ORICON NEWS》 (일본어). 2021년 8월 25일에 원본 문서에서 보존된 문서. 2021년 8월 25일에 확인함.
12. ↑  “【ビルボード】JO1「REAL」総合首位、BE:FIRST「Shining One」総合2位に初登場” [【빌보드】JO1 'REAL' 종합 1위, BE:FIRST 'Shining One' 종합 2위로 첫 등장]. 《Billboard JAPAN》 (일본어). 2021년 8월 25일. 2021년 8월 25일에 확인함.
13. ↑  “Streaming Songs”. 《Billboard Japan》 (일본어). 2021년 7월 28일. 2021년 7월 28일에 확인함.
14. ↑  “8月度ダウンロード認定～MISIA「アイノカタチ feat. HIDE (GReeeeN)」がトリプル・プラチナ認定” [8월 다운로드 인증~MISIA ‘사랑의 형태 feat. HIDE (GReeeeN)’가 트리플 플래티넘 인증]. 《PR TIMES》 (일본어). 2021년 9월 20일. 2021년 9월 20일에 확인함.
15. ↑  “週間デジタルシングル 2021/09/13付” [주간 디지털 싱글 2021/09/13자]. 《you大樹》 (일본어). 2021년 9월 8일. 2021년 9월 8일에 확인함.